# Czasowoj
Czasowoj (ros. Часовой) – rosyjskie pismo historyczno-publicystyczne o charakterze wojskowym wydawane na emigracji w latach 1929–1988.

## Historia
Pierwszy numer pisma został opublikowany w styczniu 1929 r. w Paryżu. Wychodziło co miesiąc w języku rosyjskim. Miało podtytuł Ilustrowane wojskowe czasopismo – pamiątka: Organ łączności rosyjskiego żołnierstwa za granicą. Wydawali go 2 biali emigranci rosyjscy – Wasilij Oriechow i Jewgienij Tarusski. Redaktorem działu wojskowego był płk P.G. Archangielski, wojskowo-morskiego – S.K.  Terieszczenko, zaś politycznego – W.W. Polianski. Z pismem współpracowali głównie byli wojskowi armii carskiej, którzy uczestniczyli w wojnie domowej z bolszewikami. Redakcja nawiązała bliskie kontakty z wieloma organizacjami politycznymi i wojskowymi białej emigracji rosyjskiej, jak Rosyjski Związek Ogólnowojskowy (ROWS), czy Narodowy Związek Pracujących (NTS). Na jego łamach pojawiały się oświadczenia i rozkazy władz tych organizacji, charakterystyki przywódców itp. Przez pewien czas pismo odgrywało wręcz rolę organu prasowego ROWS, stanowiąc instrument jego polityki.
„Czasowoj” miał zdecydowanie antykomunistyczny charakter. Krytykował prasę lewego skrzydła rosyjskiej emigracji. W artykułach redakcyjnych często była opisywana sytuacja wewnętrzna ZSRR, poruszane kwestie obronności, a także przedstawiane prognozy na przyszłość. Istniał też dział literacki, w którym publikowano opowiadania i wiersze emigrantów, w dużej części poświęcone historii wojskowej, zwłaszcza z okresu wojny domowej. Regularnie informowano o wydawanych książkach i przedstawiano bibliografię rosyjskiej emigracji. W rubryce „Kronika” pojawiały się informacje z życia emigracji, nekrologi, listy czytelników, informacje o poszukiwaniach zaginionych podczas ewakuacji z Rosji członkach rodziny lub znajomych. Dużą uwagę zwracano, szczególnie w latach 20. i 30., na sytuację międzynarodową. Szczególnie interesowano się wybuchem wojny domowej w Hiszpanii w 1936 r., wspierając propagandowo stronę frankistowską. Z tego powodu redakcja pisma została przeniesiona do Brukseli, co wymusiły lewicowe władze Francji. „Czasowoj” wyróżniał się dobrą szatą graficzną i publikacją wielu fotografii, dokumentujących publikowane artykuły. Na przełomie lat 20. i 30. powstało Stowarzyszenie Przyjaciół „Czasowego”, na czele którego stanął gen. Paweł Szatiłow. Organizacja aktywnie wspierała pismo, starając się przekonać do tego różne kręgi rosyjskiej emigracji.
Na czas okupacji Belgii przez Niemców w latach 1940–1944 pismo przestało wychodzić. W 1945 r. wznowiono jego publikowanie. Pismo stało się oficjalnie organem prasowym Rosyjskiego Stowarzyszenia Narodowego. Do 1968 r. wyszło ponad 500 numerów. W latach 60.-70. „Czasowoj” utracił swoje centralne znaczenie wśród rosyjskiej emigracji. Z tego powodu malała też liczba jego współpracowników. Dzięki wysiłkom redaktora naczelnego W.W. Oriechowa pismo ukazywało się jeszcze do 1988 r., ale w coraz gorszym stanie poligraficznym. Ogółem wyszło 669 numerów. 2 lata później w wieku 94 lat zmarł W.W. Oriechow. Podsumowując, można stwierdzić, że „Czasowoj” pełnił rolę nieoficjalnej encyklopedii rosyjskiej emigracji.